# Chrysopa javanica
Chrysopa javanica is een insect uit de familie van de gaasvliegen (Chrysopidae), die tot de orde netvleugeligen (Neuroptera) behoort. 
Chrysopa javanica is voor het eerst wetenschappelijk beschreven door Esben-Petersen in 1913.